# Perspective de la Liberté (Lviv)

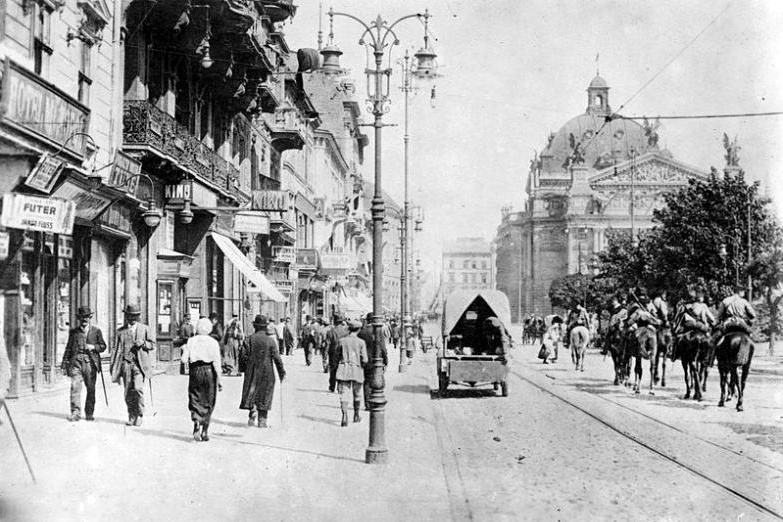
La perspective en 1900.

La perspective ou avenue de la Liberté (en ukrainien : Проспект Свободи ; en russe : Проспект Свободы) ; prospekt Svobody), est une voie située à Lviv, en Ukraine.

## Situation et accès
C'est une avenue centrale de la ville de Lviv, centre historique de Galicie et capitale de l'oblast de Lviv, en Ukraine, comporte deux voies de circulation séparées par des espaces verts.
La perspective Svobody est longue de 700 m et large d'environ 100 m.

## Historique
Pendant l'occupation de la ville par l'Allemagne nazie, elle porta le nom d’Adolf-Hitler Platz, de 1941 à 1944.